# قلعه کامه‌یاما

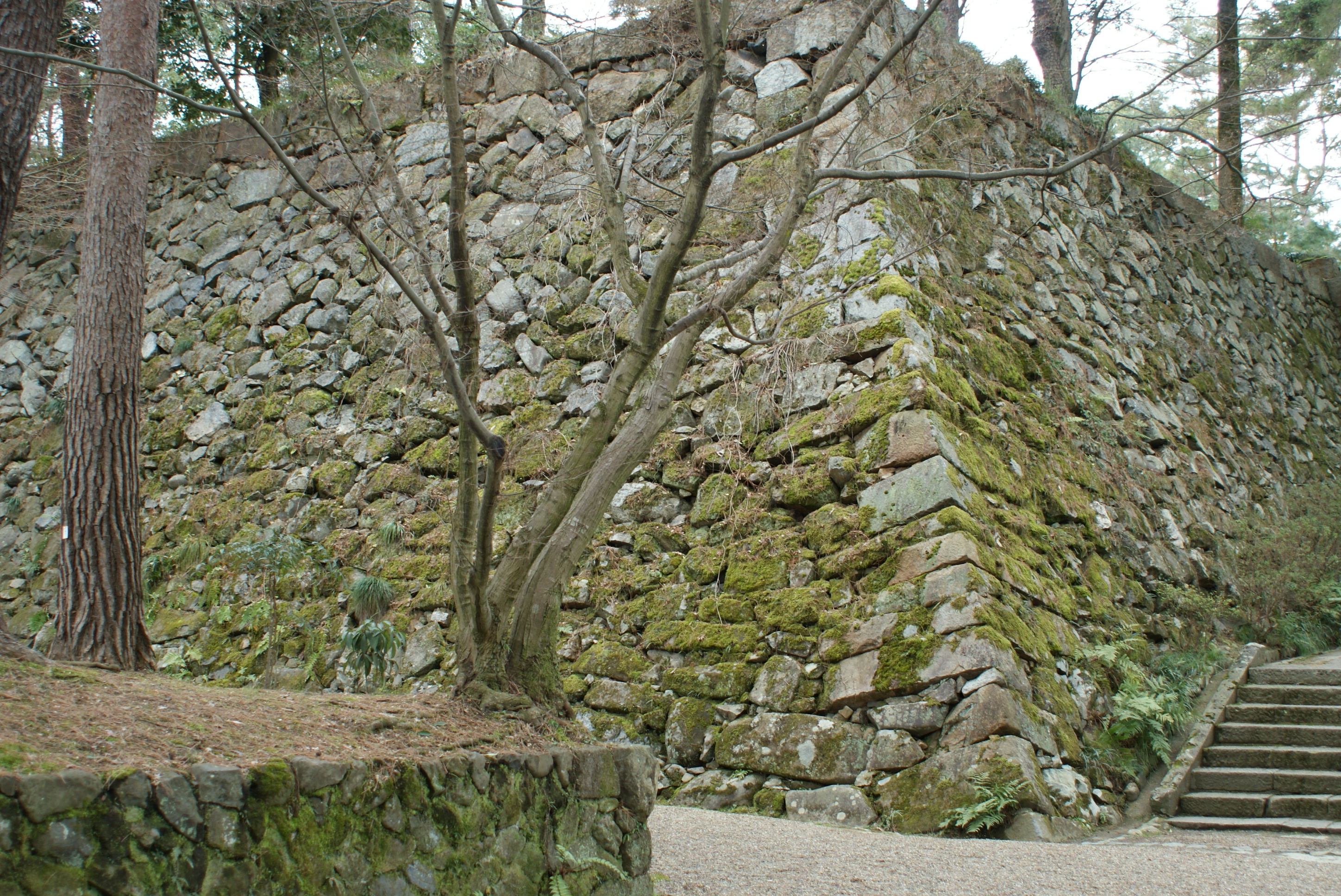
دیوارهای سنگی قلعه

قلعه کامه‌یاما (به ژاپنی: 亀山城 Kameyama-jō) یک قلعه ژاپنی واقع در کامه‌اوکا، کیوتو، استان کیوتو، ژاپن است. این قلعه نزدیک به سیصد سال قدمت دارد و به دستور اودا نوبوناگا، توسط آکچی میتسوهیده در سال ۱۵۷۸ در ولایت تانبا ساخته شده است.
این قلعه به عنوان یکی از پایگاه‌های مهم تویوتومی هیده‌یوشی متحد کننده ژاپن تبدیل شد. به ترتیب هاشیبا هیده‌کاتسو (چهارمین پسر اودا نوبوناگا)، تویوتومی هیده‌کاتسو (شوهر گو خواهرزادهٔ اودا نوبوناگا)، کوبایاکاوا هیده‌آکی (فرزندخوانده هیده‌یوشی)، مائدا گنئی (یکی از اعضای گو-بوگیو در رژیم تویوتومی) به عنوان ارباب به این قلعه وارد شدند.